# 鬼頭理三
鬼頭 理三（きとう みちぞう、1963年11月8日 - ）は、日本のテレビドラマ演出家・映画監督。フリー。愛知県名古屋市昭和区出身。横浜国立大学経済学部経済学科卒業。

## 経歴
愛知県名古屋市昭和区生まれ。名古屋市立八事小学校、名古屋大学教育学部附属中学校、名古屋大学教育学部附属高等学校、横浜国立大学経済学部経済学科を卒業。
大学卒業後、阪本順治、松岡錠司、北野武、滝田洋二郎、堤幸彦、細山智明等の助監督として現場経験を積む。
1998年（平成10年）『少年サスペンス』で監督デビュー。2006年（平成18年）『霧薔薇』（SN プロデュース）で舞台を初演出。2008年（平成20年）3月ユニット『ソ・ノ・ラ・マ』を立ち上げ、旗揚げ公演を成功させた。また、2009年（平成21年）にはユニット『FRAMEPLOTS』を立ち上げ、タイニイアリスで公演した。
現在は映画、ドラマのみならず、メイキング、携帯用ムービー、舞台収録等幅広く演出する。時間のあるときは自主制作でショートフィルム製作も行っている。

## 人物
名前の由来は両親が『東大の理三に入学できるような子になるように』という願いを込めて名づけられた（実際は横浜国大経済学部卒）。『トリック』に出てくるエリート刑事・菊池愛介（演 - 姜暢雄）が東京大学卒業（学部は理科三類）という設定は鬼頭から来ていると言われている。

## 制作エピソード
人気ドラマ『トリック』の第3シリーズ（2003年）に登場する森本レオ演じる部下役の名前が“鬼頭理三”（演 - 矢島健一）だった。
『トリック２』エピソード４『御告者』の演出を手がけた『オフィスクレッシェンド』とよく仕事をしている演出家・鬼頭理三の名前を頂いた物で、矢島氏が演じる鬼頭理三というキャラクターは鬼頭が演出を手がけた『堤幸彦・演出研究序説』という作品にも登場しており、番組公式HPには”同一人物説”を匂わす記述があった。

## 監督・演出

### 映画
- 『雪月花』（主演：森洋子（C.C.ガールズ））
- 『トリック劇場版 DVD 特典映像「新日本奇行」』（主演:仲間由紀恵、阿部寛）

### テレビドラマ
- 『少年サスペンス 制服モデルの悲劇！』（テレビ朝日／主演:松尾れい子、筧利夫）
- 『Tears ひと夜の出来事』（テレビ朝日／主演：猿岩石）
- 『Tears プロポーズ』（テレビ朝日／主演：遠山景織子、温水洋一）
- 『Tears バレンタインの忘れ物』（テレビ朝日／主演：片岡鶴太郎）
- 『プリズンホテル』（テレビ朝日／主演：松本明子、武田鉄矢）
- 『ケイゾク／メイキング 柴田・真山の最後の事件』（TBSテレビ／主演：中谷美紀、渡部篤郎）
- 『ブラックジャック DVD 用特典映像「ブラックジョークPART1&2」』（TBSテレビ／主演：本木雅弘）
- 『トリック２メイキング「トリック・堤幸彦演出研究所説」』（テレビ朝日／主演：仲間由紀恵、阿部寛）
- 『トリック２ エピソード４』（テレビ朝日／主演：仲間由紀恵、阿部寛）
- 『ご近所探偵TOMOE』（WOWOW／主演：野波麻帆、宮藤官九郎）
- 『演技者。/狂うがまま』（フジテレビ／出演：相葉雅紀）
- 『ヴァンパイアホストｴﾋﾟｿｰﾄﾞ3』（テレビ東京／主演：松田悟志、小向美奈子）
- 『加藤家へいらっしゃい! 〜名古屋嬢っ〜』（名古屋テレビ／主演：重泉充香）
- 『H2〜君といた日々』（TBSテレビ／主演：山田孝之、石原さとみ）
- 『ソロモン流』（テレビ東京）　※ＴＶドキュメンタリー
- ｢ラーメンD松平國光｣(CS日本)

### テレビバラエティー
- 『高田純次の年金生活』（BSジャパン）

### 舞台
- SN プロデュース『霧薔薇』（シアターグリーン BOXinBOX）
- +izm vol.2『EDGE SUMMER』（目黒食堂）
- 劇団たいしゅう小説家『人生最良みたいな～！日？』(池袋芸術劇場)
- 劇団コラソン『旗揚げ公演』（新宿 FACE）
- ユニット＜ソ・ノ・ラ・マ＞『クーロンの法則』（中目黒ウッディシアター）
- ユニット＜FRAMEPLOTS＞『４の話』（タイニイアリス）

### 自主制作
- 『THE END』
- 『ENDLESS』
- 『The Last Instant』
- 『TERMINATE』
- 『MARIKO』
- 『Accidental Reunion』
- 『Live Until Die』

### その他
- 『マジカル名古屋ツアー』（名古屋市観光ビデオ）
- 『秋元康のラブ・ストーリーズ』（携帯用ムービー）
- 『美味学院』（舞台収録）

## 助監督

### 映画
- 『どついたるねん』（阪本順治監督）
- 『バタアシ金魚』（松岡錠司監督）
- 『病院へ行こう』（滝田洋二郎監督）
- 『僕らはみんな生きている』（滝田洋二郎監督）
- 『病は気から』（滝田洋二郎監督）
- 『眠らない街〜新宿鮫〜（滝田洋二郎監督）
- 『あの夏一番静かな海』（北野武監督）
- 『High＆Low』（久保茂昭監督)
- 『お天気お姉さん』（細山智明監督）
- 『お天気お姉さんR』（細山智明監督）
- 『落陽』（伴野朗監督）
- 『ダンガン教師』（福岡芳穂監督）

### テレビドラマ
- 『少年サスペンス』（テレビ朝日／堤幸彦監督他）
- 『メゾンドヌフ』（松竹衛星劇場／堤幸彦監督他）
- 『SICK'S 〜内閣情報調査室特務事項専従係事件簿〜』（TBSテレビ／堤幸彦監督他）
- 『夜間検証』（テレビ朝日／長尾啓司監督）
- 『鍵師5』（フジテレビ／長尾啓司監督）
- 『リトルステップ』（斎藤耕一監督）
- 『天国の樹』（フジテレビ／イ・ジャンス監督）
- 『帰ってきた時効警察』（TBSテレビ／三木聡監督・園子温監督他）
- 『怪奇恋愛作戦』（テレビ東京／ケラリーノ・サンドロヴィッチ監督・白石和彌監督他）
- 『誘拐法廷〜セブンデイズ〜』（テレビ朝日／麻生学監督）
- 『最上の命医』（テレビ東京／麻生学監督）
- 『明日、ママがいない』（日本テレビ／猪股隆一監督）
- 『学校のカイダン』（日本テレビ／南雲聖一監督）
- 『特捜9』（テレビ朝日）
- 『おかしな刑事』（テレビ朝日／梶間俊一監督）
- 『世にも不幸な女達』（メ～テレ／堤幸彦監督）
- 『天才・神津恭介の殺人推理』（テレビ朝日）
- 『人間の証明2001』（テレビ東京／井坂聡監督）

## 脚本
- 『平成名探偵 阪田京介』（麻生勝巳監督・共同脚本）
- 『ユーラシアエクスプレス殺人事件』（岡田周一監督・脚本協力）
- 『チャイニーズ・ディナー』（堤幸彦監督・共同脚本）

## プロデュース
- 『伴走者』（BS-TBS／麻生学監督） - アシスタントプロデューサー
- 『truth～姦しき弔いの果て』（堤幸彦監督） - プロデューサー[2]